# Sargantana serrana
La sargantana serrana (Iberolacerta monticola) és una espècie de sauròpsid (rèptil) escatós de la família Lacertidae, endèmica del nord-est de la península Ibèrica.

## Descripció
Sargantana de talla mitjana, aspecte robust i cap relativament aixafat, amb el dors de color marró o verd brillant amb reticulat en negre, ventre blanc, azulat o verdós groguenc, amb punts negres. Ocels axials blaus.

## Distribució
Endemisme ibèric, es localitza en la Serralada Cantàbrica, serra de Queixa, serra d'Invernadeiro i serra do Courel a Ourense, zones baixes de La Corunya, Lugo i serra da Estrela, (Portugal) des del nivell del mar a Galícia fins a quasi els 2.000 metres a Portugal, encara que el seu rang altitudinal preferent està entre els 600 i 2.000 metres.

## Hàbitat
Lligada a roqués d'alta muntanya, a Galícia arriba al nivell del mar en afloraments rocosos fluvials amb vegetació de ribera.